# Okręg wyborczy Norwich
Okręg wyborczy Norwich powstał w 1298 r. i wysyłał do angielskiej, a następnie brytyjskiej, Izby Gmin dwóch deputowanych. Okręg obejmował miasto Norwich w hrabstwie Norfolk. Został zlikwidowany w 1950 r. W jego miejsce utworzono dwa nowe okręgi: Norwich North i Norwich South.

## Deputowani do brytyjskiej Izby Gmin z okręgu Norwich
- 1660–1661: Thomas Rant
- 1660–1661: William Barnham
- 1661–1678: Christopher Jay
- 1661–1678: Francis Corie
- 1678–1685: William Paston, lord Paston
- 1678–1685: Augustine Briggs
- 1685–1689: Robert Paston
- 1685–1690: Neville Catelyn
- 1689–1701: Thomas Blofield
- 1690–1694: Hugh Bokenham
- 1694–1695: John Ward
- 1695–1698: Francis Gardiner
- 1698–1703: Robert Davy
- 1701–1702: Edward Clarke
- 1702–1705: Thomas Blofield
- 1703–1705: Thomas Palgrave
- 1705–1710: Waller Bacon
- 1705–1710: John Chambers
- 1710–1715: Robert Bene
- 1710–1715: Richard Berney
- 1715–1735: Waller Bacon
- 1715–1734: Robert Britiffe
- 1734–1756: Horatio Walpole
- 1735–1747: Thomas Vere
- 1747–1756: John Hobart, wigowie
- 1756–1784: Edward Bacon
- 1756–1786: Harbord Harbord
- 1784–1802: William Windham, wigowie
- 1786–1799: Henry Hobart
- 1799–1802: John Frere
- 1802–1807: Robert Fellowes
- 1802–1806: William Smith
- 1806–1812: John Patteson
- 1807–1830: William Smith
- 1812–1818: Charles Harvey
- 1818–1826: Richard Hanbury Gurney
- 1826–1830: Jonathan Peel, torysi
- 1830–1832: Richard Hanbury Gurney
- 1830–1832: Robert Grant
- 1832–1837: William Murray, wicehrabia Stormont, Partia Konserwatywna
- 1832–1835: James Scarlett
- 1835–1838: Robert Scarlett
- 1837–1852: Arthur Wellesley, markiz Douro
- 1838–1847: Benjamin Smith, wigowie
- 1847–1854: Samuel Morton Peto, wigowie
- 1852–1857: Edward Warner
- 1854–1857: Samuel Bignold
- 1857–1860: Henry William Schneider
- 1857–1860: William Keppel, wicehrabia Bury
- 1860–1868: Edward Warner
- 1860–1874: William Russell
- 1868–1870: Henry Josias Stracey
- 1870–1871: Jacob Henry Tillett
- 1871–1895: Jeremiah James Colman
- 1874–1875: John Walter Huddleston, Partia Konserwatywna
- 1875–1885: Jacob Henry Tillett
- 1885–1886: Harry Bullard
- 1886–1906: Samuel Hoare
- 1895–1904: Harry Bullard
- 1904–1910: Louis John Tillett
- 1906–1923: George Henry Roberts, Partia Pracy, od 1922 r. niezależny
- 1910–1915: Frederick Low
- 1915–1923: Hilton Young, Partia Liberalna
- 1923–1924: Dorothy Jewson, Partia Pracy
- 1923–1924: Walter Robert Smith, Partia Pracy
- 1924–1929: Hilton Young, Partia Liberalna, od 1926 r. Partia Konserwatywna
- 1924–1929: J. Griffyth Fairfax, Partia Konserwatywna
- 1929–1931: Walter Robert Smith, Partia Pracy
- 1929–1945: Geoffrey Hithersay Shakespeare, Narodowa Partia Liberalna
- 1931–1935: George Albert Hartland, Partia Konserwatywna
- 1935–1945: Henry Strauss, Partia Konserwatywna
- 1945–1950: Lucy Noel-Buxton, Partia Pracy
- 1945–1950: John Paton, Partia Pracy